# Tierstudien
Tierstudien ist eine interdisziplinäre Fachzeitschrift, die sich überwiegend aus kultur- und geisteswissenschaftlicher Perspektive mit der Mensch-Tier-Beziehung beschäftigt. Sie ist die erste deutschsprachige Zeitschrift für das junge Forschungsfeld der Human Animal Studies und wird von der Kunsthistorikerin Jessica Ullrich im Neofelis Verlag herausgegeben. Im Fokus stehen die kulturell und historisch gewachsenen Vor- und Einstellungen von und zu Tieren sowie aktuelle Umgangsweisen und Theorien des Mensch-Tier-Verhältnisses. Künstlerische Beiträge ergänzen die wissenschaftlichen Ausführungen. Jede der zweimal jährlich erscheinenden Ausgaben steht unter einem übergeordneten Thema, für das ein Call for Papers veröffentlicht wird.
Ein wissenschaftlicher Beirat prüft die einzelnen Beiträge. 